# The BroMans
The BroMans são uma dupla (algumas vezes, um trio) de luta profissional composto por Robbie E, Jessie Godderz e (DJ) Zema Ion que trabalham para a Total Nonstop Action Wrestling (TNA), onde Robbie E Godderz são os atuais campeões mundiais de duplas.

## História

### Total Nonstop Action Wrestling

#### Estreia e campeões mundiais de duplas (2013–presente)

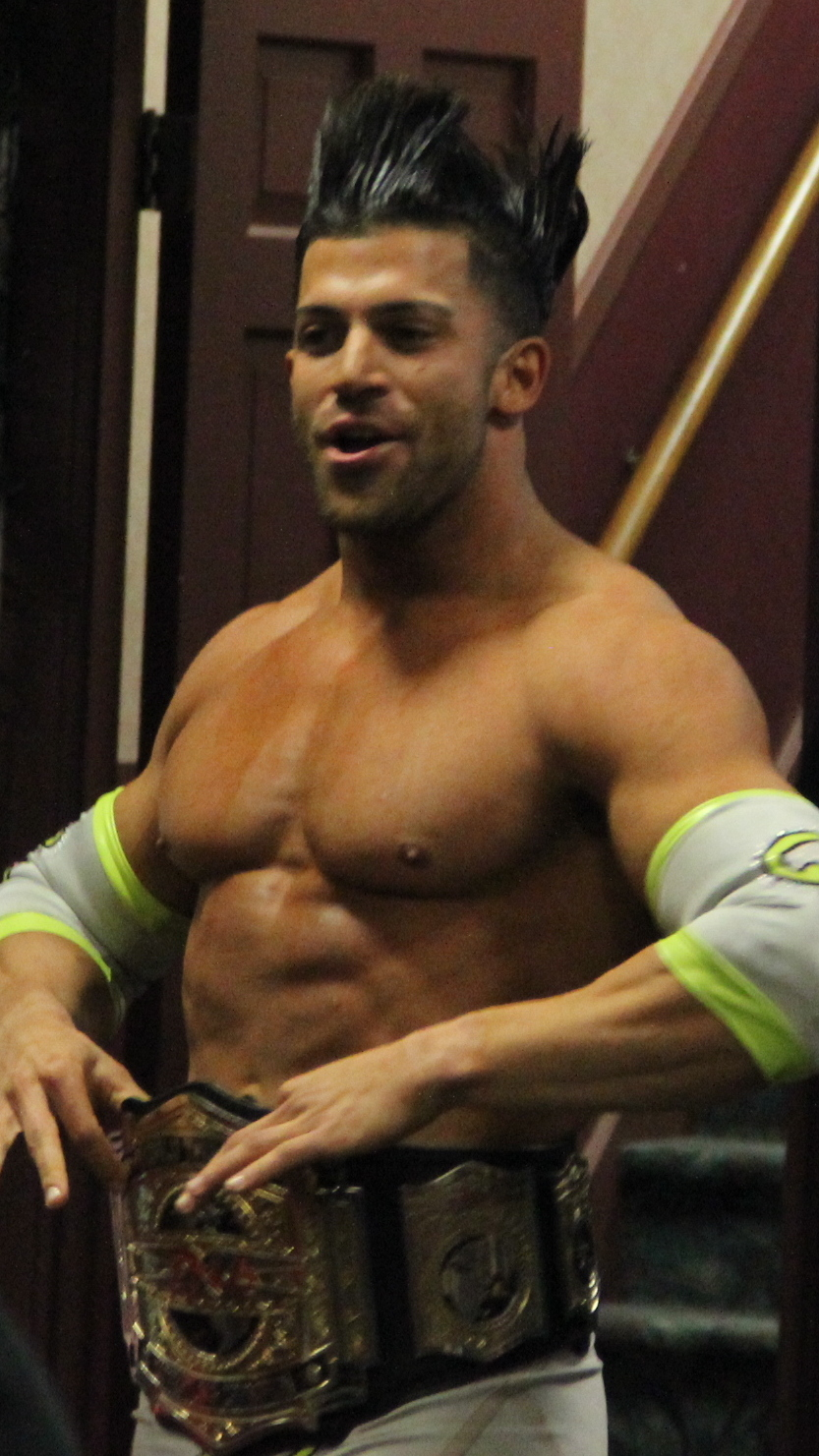
Robbie E como campeão mundial de duplas da TNA.

Robbie E começou a se aliar com Jessie Godderz no episódio de 2 de maio do Impact Wrestling, onde eles se uniram com Joey Ryan em uma luta três-contra-um contra Rob Terry, que a equipe perdeu depois de Robbie e Jessie abandonarem Ryan e deixou que ele sofresse o pinfall. Em 27 de junho em um episódio do Impact Wrestling, Robbie e Jessie, acompanhado por Tara, confrontou os até então campeões mundiais de duplas da TNA, Gunner e James Storm e se apresentaram como os BroMans. Na semana seguinte, os Bro Mans foram derrotados por Gunner e Storm em uma luta sem os títulos em jogo. No episódio de 8 de agosto do Impact Wrestling, os BroMans e Mickie James foram derrotados por Gunner, Storm e ODB em uma luta de trios mistos. No episódio de 26 de setembro do Impact Wrestling, Godderz, Robbie E e Gail Kim foram derrotados por Eric Young, ODB e Joseph Park em outro combate de trios mistos. No Impact Wrestling de 17 de outubro de 2013, Robbie E derrotou Hernandez, Christopher Daniels e Eric Young em uma luta four-way para obter a vantagem da sua dupla ser a última a entrar na luta gauntlet de duplas no pré-show do Bound for Glory para determinar os desafiantes ao TNA World Tag Team Championship durante o mesmo evento.
No pré-show do Bound for Glory, os Bro Mans, juntamente com o "Mr. Olympia" Phil Heath venceram o combate gauntlet eliminando por último Eric Young (que estava sozinho, devido a seu parceiro Joseph Park ter sido atacado por Christopher Daniels e Kazarian anteriormente durante a luta). Mais tarde na mesma noite, Robbie E e Jessie Godderz acabaram por derrotar Gunner e Storm se tornando nos novos campeões mundiais de duplas da TNA. Os Bromans fizeram sua primeira defesa do título em 31 de outubro no episódio do Impact Wrestling, derrotando Gunner e Storm em uma revanche. Em 22 de novembro de 2013, na edição de Ação de Graças do Impact Wrestling, os The Bromans venceram uma luta de duplas contra Dewey Barnes e Norv Fernum, que no processo foram forçados a usar os trajes de peru anuais. No mesmo dia, eles aceitaram Zema Ion como o seu DJ particular.

### Circuito independente
Em 11 de maio de 2013, Robbie E e Jessie fizeram a sua estréia para a Southern Wrestling Superstars, interrompendo o discurso "The VIP" de Cassidy Riley e o atacaram, o que levou a uma luta de duplas naquele dia entre BroMans e The Hot Shots (Cassidy Riley e Chase Stevens), onde os The Hot Shots saíram vitoriosos.

## No wrestling
- Movimentos de finalização duplos
  - Hart Attack
- Movimentos de finalização de Robbie E
  - FTD – Fresh to Death (Cutter)
  - Shore Thing[13] (Falling neckbreaker, with theatrics)
- Movimentos de finalização de Jessie Godderz
  - Stunner, com teatralidade[14]
- Gerentes
  - Tara
  - Phil Heath
  - Zema Ion
- Temas de entrada
  - "Bro" por Dale Oliver (TNA)
  - "Boom!" por Dale Oliver (TNA)

## Campeonatos e prêmios
- Total Nonstop Action Wrestling
  - TNA World Tag Team Championship (2 vezes)
  - Turkey Bowl (2013)
  - Feast or Fired (2013 – maleta por uma luta pelo X Division Championship) – Ion